# Jehlový tkací stroj
Jehlový tkací stroj (angl.: rapier loom, něm.: Greiferwebmaschine) je výrobní zařízení s jehlovým prohozním ústrojím.

## Princip tkaní na jehlových strojích

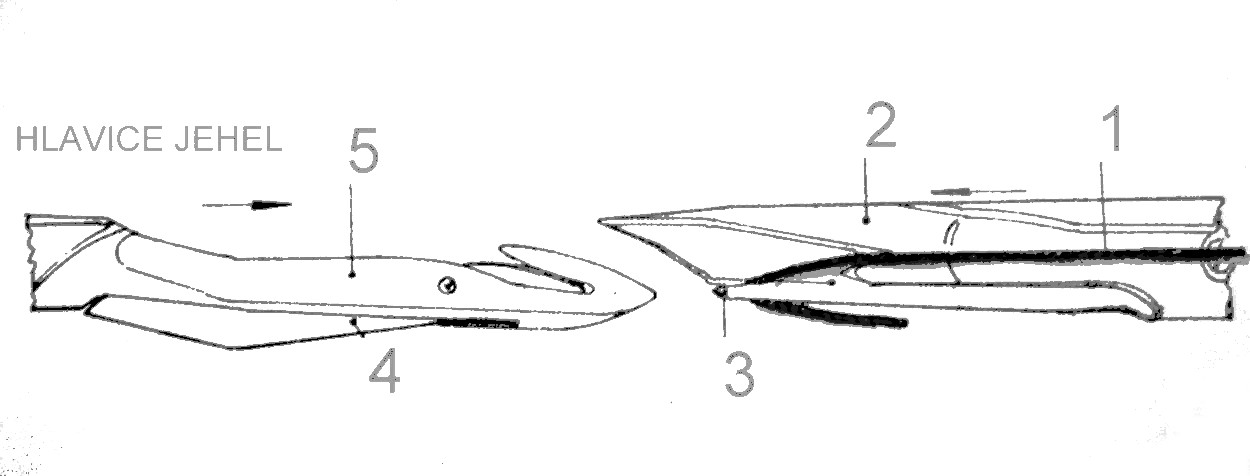
Hlavice jehel prohozního ústrojí

Jehlové stroje se liší od ostatních zařízení na výrobu tkanin tím, že prohoz útku do mezery mezi osnovními nitěmi je prováděn jednou nebo dvěma jehlami, které se pohybují mezi kraji tkaniny a středem prošlupu, kde si předávají útek.
Předání útku mezi oběma jehlami je znázorněno na nákresu vpravo:
Při každé otáčce stroje přivádí tzv. předávací jehla (2) útkovou nit (1) od jedné strany do středu prošlupu, kde se zasune špička přejímací jehly (5) do dutiny předávací jehly, převezme konec útku do kleštiny (4) a vede ho k protějšímu kraji tkaniny. Jehly jsou konstruovány jako
- špice posuvných tuhých tyči poháněných přes ozubená soukolí[3] nebo

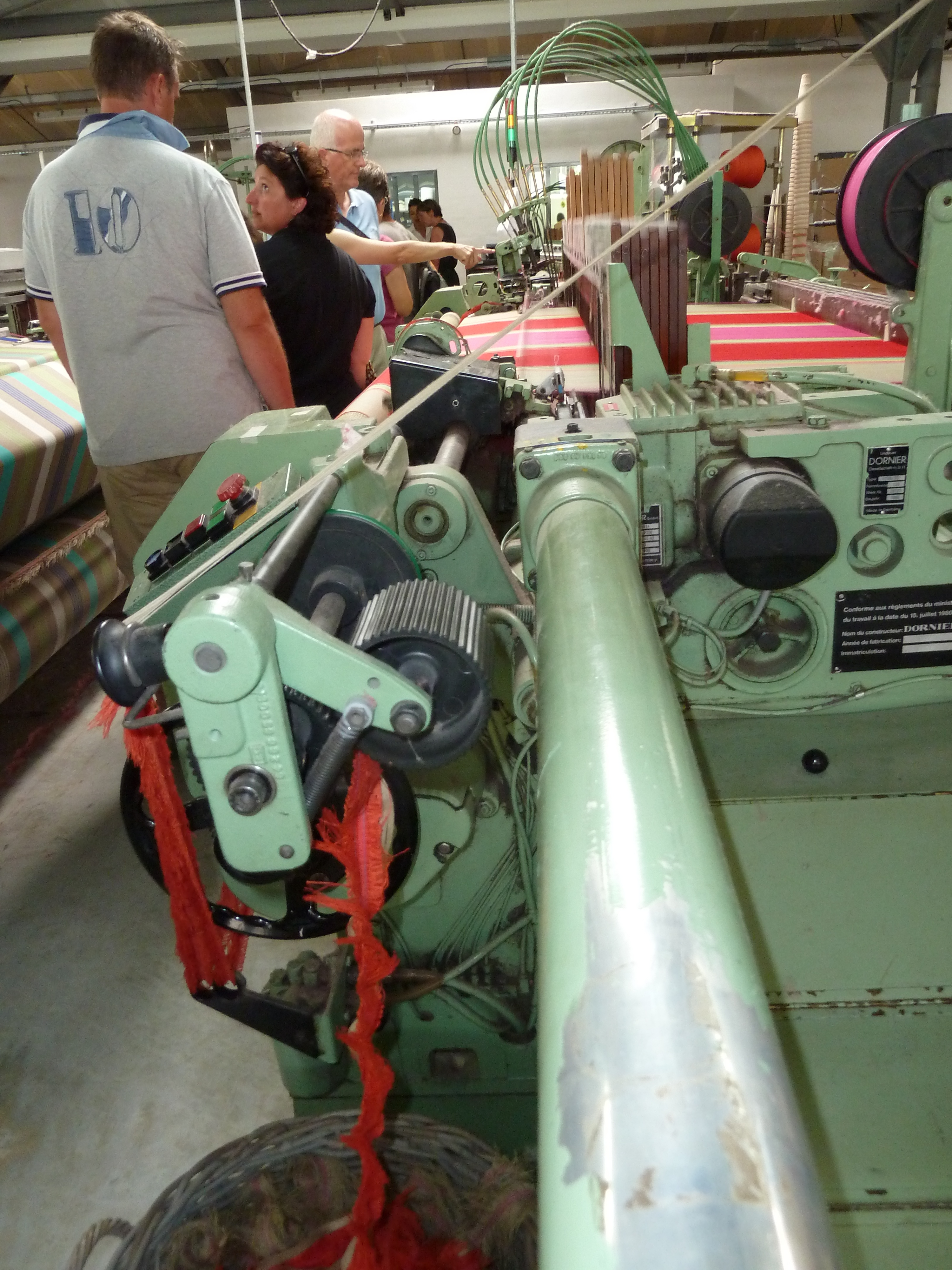
Stroj s jehlou na tuhé tyči

- špice ohebných ocelových pásů ovinutých přes hnací kola[4]

Zanesený útek se na obou koncích ustřihne a zatkává různým způsobem do kraje tkaniny.

## Vybavení a použití jehlových strojů
Stroje se staví s pracovní šířkou do 460 cm, s listovým nebo žakárovým prošlupním ústrojím. Na stroji se může mísit až 16 barev útkových přízí v rozsahu jemností od 0,77 do 3333 tex.
Maximální výkon zatkaných útků dosahuje (v roce 2015) až 1620 m / min.
Technika tkaní s jehlovým prohozem je univerzálně použitelná pro staplové i filamentové příze ze všech známých textilních materiálů na výrobky k oděvním, bytovým i technickým účelům.

## Z historie jehlových strojů

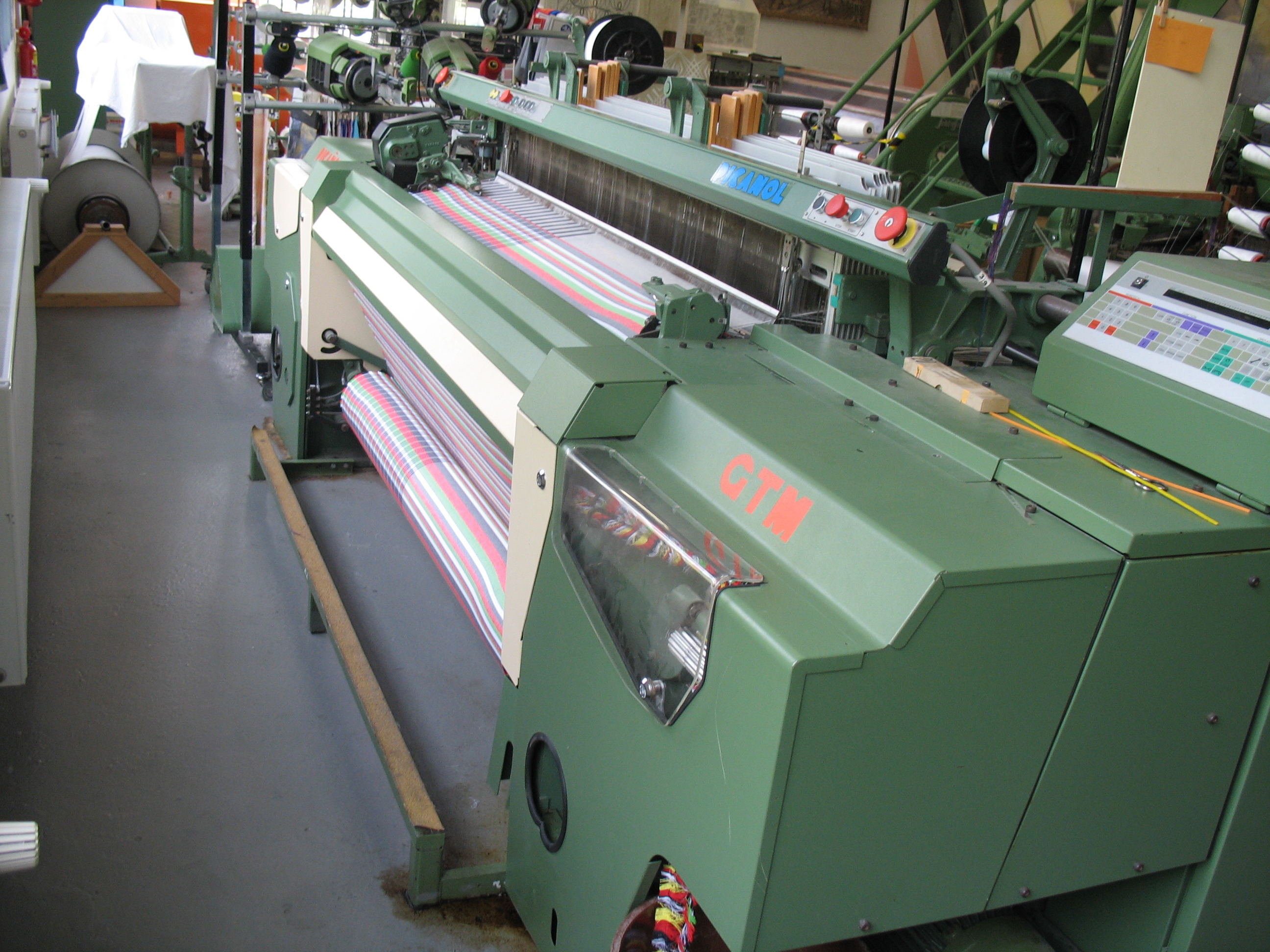
Stroj s jehlou na ohebném pásu (z roku 1988)

První patent na bezčlunkový prohoz podal Angličan Smith v roce 1844. S patentem na prohoz útku s tuhými jehlami přišel Němec Hallensleben koncem 19. století, ke komerčnímu využití patentů došlo teprve v 50. letech 20. století.
V roce 1980 bylo ve světě instalováno asi 220 000 jehlových strojů, ve 2. dekádě 21. století se prodává ročně cca 20 000 nových strojů, kterými se podílejí na celosvětovém počtu nově instalovaných bezčlunkových stavů asi 25 %. K tradičním výrobcům jehlových strojů patří strojírny v Itálii, Belgii a v Německu (asi od začátku 21. století s výrobními závody v Číně).